# Mitar Bakić
‎
Mitar Bakić (Митар Бакић), črnogorski politik, prvoborec, komunist, general, politik in narodni heroj, * 7. november 1908, Podgorica, † 25. november 1960, Beograd, SFRJ.

## Življenjepis
Generalpodpolkovnik JLA Bakić se je rodil v Podgorici, kjer je končal gimnazijo.
Med drugo svetovno vojno je bil politični komisar brigade, divizije in korpusa. Na koncu je bil šef kabineta Josipa Broza Tita.